# Georges Bouvet
Pour les articles homonymes, voir Bouvet.
Georges Bouvet est un pharmacien et un botaniste français, né le 5 juillet 1850 à Angers, où il est mort le 26 mars 1929.

## Biographie
Après des études générales au Lycée David d'Angers, il entre à l'École de Pharmacie d'Angers, dont il devient le préparateur des cours de pharmacie, de chimie et d'histoire naturelle, et obtient le prix d'excellence les 3 années consécutives. Reçu pharmacien le 11 octobre 1876, il fonde, rue Lenepveu, la pharmacie qu'il ne quittera qu'en juillet 1919.
Élève du botaniste Alexandre Boreau, il crée avec son cousin Gustave Moreau et ses amis Henri Huttemin, Stanislas Millet, Ernest Préaubert et Anatole-Joseph Verrier, le 16 avril 1871, la Société d'études scientifiques d'Angers qu'il préside les premières années. Cette société scientifique, renommée plus tard Société d'études scientifiques de l'Anjou, existe encore au XXIe siècle.
Botaniste avant tout, mais s'intéressant également de près à la zoologie, la minéralogie et la paléontologie, il parcourt en tous sens le Maine-et-Loire et retranscrit ses observations naturalistes dans le Bulletin de la Société d'études scientifiques d'Angers (rebaptisé plus tard Bulletin de la Société d'études scientifiques de l'Anjou). Il prend également de nombreuses responsabilités politiques à la ville d'Angers, et c'est ainsi que le 19 février 1895, il succède au Dr Lieutaud à la direction du Muséum d'histoire naturelle d'Angers et du Jardin des Plantes. À partir de 1905, il prend également en charge la conservation de l'herbier et de la bibliothèque Lloyd, succédant ainsi à M. Gaillard.
Au Jardin des Plantes, c'est sous sa direction que sont menés à bien les travaux d'agrandissement et de transformation, mais son projet d'y créer un établissement scientifique n'abouti pas, malgré tous ses efforts de conviction de l'opinion politique. Au Musée d'Histoire Naturelle, les collections locales de minéralogie, paléontologie, ornithologie, ichtyologie et malacologie sont créées, et, durant ses 25 années de direction, le nombre total d'échantillons est multiplié par cinq. Georges Bouvet s'est également particulièrement dévoué, surtout vers la fin de sa vie, à l'Herbier Lloyd, qu'il conserve précieusement et auquel il joint l'herbier Boreau, l'herbier général du Jardin des Plantes, et son propre herbier. À toutes ces occupations, Bouvet joignit enfin celle de secrétaire général de la Société d'Horticulture d'Angers, fonction qu'il assuma jusqu'au 2 décembre 1928.

## Source
- Olivier Couffon (1929). Georges Bouvet in Bull. Soc. Études Scient. d'Angers n.s. 58: 94-98.